# Carlos Villone
Carlos Alejandro Gustavo Villone (n. 1934) es un político argentino, que se desempeñó como ministro de Bienestar Social durante la presidencia de María Estela Martínez de Perón entre el 11 y 20 de julio de 1975 en reemplazo de José López Rega, de quien era secretario privado. Perteneció al grupo paramilitar Triple A, siendo condenado por crímenes de lesa humanidad en marzo de 2016.

## Trayectoria
Mientras López Rega se desempeñaba como ministro, Villone fue asesor del mismo en 1973, y en 1974 pasó a ocupar el cargo de secretario de Estado de Coordinación y Promoción Social del Ministerio, asumiendo la dirección del ministerio cuando este renuncia luego del Rodrigazo en julio de 1975. Su participación con la Triple A, según consta en la causa por la que fue juzgado en 2016, dado que disponía del presupuesto del ministerio, se concentraba en el contacto con las cédulas del mismo y la asignación de recursos. Por otro lado, también dirigía los grupos A, B, C, D, E y F de la organización paramilitar. Su hermano fue Secretario de Prensa de la Presidencia de la Nación.
En 1983 fue detenido en Guadalajara por Interpol, dado que tenía pedido de captura por malversación de fondos públicos.
Fue procesado en dos causas, tanto por los jueces Norberto Oyarbide, junto con otros integrantes del grupo por diversos asesinatos, y María Servini de Cubría, por el asesinato de Carlos Mugica. En marzo de 2016 fue condenado a cuatro años de prisión por Servini de Cubría por asociación ilícita.
Se encuentra detenido en el penal de Marcos Paz.